# Chrysopa chazaudi
Chrysopa chazaudi is een insect uit de familie van de gaasvliegen (Chrysopidae), die tot de orde netvleugeligen (Neuroptera) behoort. 
Chrysopa chazaudi is voor het eerst wetenschappelijk beschreven door Navás in 1923.